# Love Notes
Love Notes è un film televisivo del 2007 diretto da David Weaver, con protagonisti Laura Leighton e Antonio Cupo.

## Trama
Nora Flannery è una famosa critica musicale che rimane incinta dopo aver passato una notte d'amore con la star del country Jamie Derringer. Decide di dare il bambino in adozione senza dire nulla all'uomo, inizia così una meticolosa ricerca per trovargli una famiglia perfetta. Quando Jamie scopre che sta per diventare padre le cose prendono una piega diversa.

## Produzione
Le riprese si sono svolte tra le città di Vancouver e Abbotsford, in Canada.